# Hattyúhercegnő karácsonya
A Hattyúhercegnő karácsonya (eredeti cím: The Swan Princess Christmas) 2012-ben megjelent amerikai 3D-s számítógépes animációs film, amelyet Richard Rich rendezett.
Amerikában 2012. november 6-án mutatták be a mozikban, Magyarországon 2014. december 6-án adták ki DVD-n, és a Digi Film csatornán vetítették le a televízióban.

## Szereplők
| Szereplő             | Eredeti hang                      | Magyar hang      |
| -------------------- | --------------------------------- | ---------------- |
| Odette hercegnő      | Laura Bailey                      | Mahó Andrea      |
| Derek herceg         | Yuri Lowenthal                    | Magyar Bálint    |
| Uberta               | Jennifer Miller                   | Bókai Mária      |
| Lord Rogers          | Joseph Medrano                    | Szokolay Ottó    |
| Rothbart             | Sean Wright                       | Varga Tamás      |
| Jean Bob             | Clayton James                     | Láng Balázs      |
| Puffin               | Gardner Jaas                      | Seszták Szabolcs |
| Uzsgyi               | Doug Stone                        | Kapácsy Miklós   |
| Sir Peter            | Doug Stone                        | Katona Zoltán    |
| Novem                | David Lodge                       | Markovics Tamás  |
| Bromley              | Joe Ochman                        | Vári Attila      |
| Inas                 | Joe Ochman                        | ?                |
| Bridget              | Catherine Lavin                   | Némedi Mari      |
| Falusi nő            | Catherine Lavin                   | ?                |
| Chamberlain          | James Arrington                   | Harmath Imre     |
| Ferdinánd a séf      | Brian Nissen                      | ?                |
| Cselédlány           | Catherine Parks                   | ?                |
| Wood Cutter felesége | Maxine Blue                       | ?                |
| Női gondnok          | GK Bowes                          | ?                |
| Árva lány            | Gabriela Miller                   | ?                |
| Lány                 | Ashley Spain                      | ?                |
| Fiú                  | Joseph Van De Yacht               | ?                |
| Lakájok              | David Lodge Joe Ochman Doug Stone | ?                |
| Hans                 | –                                 | Seder Gábor      |

## Betétdalok
| Filmzenei album | Karácsonyi album | Dal / Szám címe                   |
| --------------- | ---------------- | --------------------------------- |
| 1               | 1                | Overture and Prologue             |
| 2               | 2                | Jingle Bells                      |
| 3               | 3                | We Wish You a Merry Christmas     |
| 4               |                  | Royalty                           |
| 5               |                  | Evil Schemes                      |
| 6               |                  | Ice Leopard Chase                 |
| 7               | 4                | Deck the Halls                    |
| 8               | 5                | Hark! The Herald Angels Sing      |
| 9               | 6                | Season of Love (movie version)    |
| 10              |                  | Princess in Love                  |
| 11              |                  | The Theme                         |
| 12              | 7                | Jolly Old St Nicholas             |
| 13              |                  | Jean Bob                          |
| 14              | 8                | Angels We Have Heard On High      |
| 15              |                  | 12 Days of Rothbart               |
| 16              | 9                | Christmas Is The Reason           |
| 17              |                  | The Hag                           |
| 18              |                  | Root of Perrywinkle               |
| 19              |                  | Cutting Down the Chimes           |
| 20              | 10               | Food for the Poor                 |
| 21              | 11               | God Rest Ye Merry Gentleman       |
| 22              | 12               | Joy to the World                  |
| 23              | 13               | The Great Escape                  |
| 24              | 14               | Away In A Manger                  |
| 25              |                  | The Great Chase                   |
| 26              | 15               | Here We Come A-Caroling           |
| 27              |                  | The Countdown                     |
| 28              |                  | Rothbart's Wrath                  |
| 29              |                  | The Great Animal                  |
| 30              |                  | Aliens                            |
| 31              | 16               | Derek's Rebirth                   |
| 32              |                  | Epilogue                          |
| 33              | 17               | Christmas is The Reason (reprise) |
| 34              | 18               | Season of Love (Anna Graceman)    |

## Televíziós megjelenések
- Digi Film, Mozi+
- TV2